# Abdoulie Ceesay
Pour les articles homonymes, voir Ceesay.
Abdoulie Ceesay, né le 5 janvier 2004, est un footballeur international gambien qui évolue au poste d'attaquant au FC St. Pauli.

## Biographie

### En club
Ceesay commence le football en Gambie avec le Real de Banjul. Le 5 juillet 2024, il est prêté en Estonie dans le club de Paide Linnameeskond et fait ses débuts six jours plus tard lors du tour préliminaire de la Ligue Conférence lors d'une victoire deux buts à un contre Bala Town FC où il marque le premier but du match. Il brille également en championnat, et, n'ayant pourtant joué qu'une demi-saison, termine 7e meilleur buteur de Meistriliiga 2024 avec treize buts en quinze matchs dont un quadruplé lors d'une victoire sept buts à deux contre le FC Nomme United.
En janvier 2025, Ceesay est définitivement transféré à Paide puis rejoint dans la foulée le club allemand du FC St. Pauli qui évolue en Bundesliga.

### En équipe nationale
Ses performances en Meistriliiga convainquent Johnathan McKinstry, sélectionneur de l'équipe de Gambie, de l'appeler en octobre 2024 pour deux matchs de qualification en Coupe d'Afrique des Nations contre Madagascar. Entrant en jeu à la mi-temps pour son premier match et sur le banc pour le deuxième, il est de nouveau appelé en novembre 2024 pour deux nouveaux matchs de qualification. Ceesay y marque son premier but international contre la Tunisie, de la tête sur un corner de Musa Barrow,.

## Statistiques

### Statistiques en club
| Saison                | Club                  | Championnat           | Championnat | Championnat | Championnat | Coupe(s) nationale(s) | Coupe(s) nationale(s) | Coupe(s) nationale(s) | Compétition(s) continentale(s) | Compétition(s) continentale(s) | Compétition(s) continentale(s) | Compétition(s) continentale(s) | Total | Total | Total |
| Saison                | Club                  | Division              | M.          | B.          | P.d.        | M.                    | B.                    | P.d.                  | Comp.                          | M.                             | B.                             | P.d.                           | M.    | B.    | P.d.  |
| 2024                  | Paide Linnameeskond   | Meistriliiga          | 15          | 13          | 5           | 2                     | 1                     | 0                     | C4                             | 6                              | 3                              | 2                              | 23    | 17    | 7     |
| 2024-2025             | FC St. Pauli          | Bundesliga            | 7           | 0           | 0           | 0                     | 0                     | 0                     | -                              | -                              | -                              | -                              | 7     | 0     | 0     |
| Total sur la carrière | Total sur la carrière | Total sur la carrière | 22          | 13          | 5           | 2                     | 1                     | 0                     | -                              | 6                              | 3                              | 2                              | 30    | 17    | 7     |